# Secusmart
Die Secusmart GmbH mit Sitz in Düsseldorf ist ein deutsches Unternehmen und entwickelt Sicherheitslösungen für die mobile Kommunikation und Datenfernübertragung. In Deutschland ist das Unternehmen als Hersteller des „Kanzlerhandys“ bekannt.

## Geschichte
Das Unternehmen wurde 2007 von Hans-Christoph Quelle, Christoph Erdmann und Torsten Jüngling gegründet. 2014 erfolgte die Übernahme als 100-prozentige Tochtergesellschaft durch die kanadische BlackBerry Limited.

## Produkte
Secusmart ist spezialisiert auf die Verschlüsselung von mobiler Sprach- und Datenkommunikation. Im Rahmen einer Ausschreibung des Bundesamtes für Sicherheit in der Informationstechnik (BSI) erhielt das Unternehmen 2013 den Zuschlag für die Belieferung der Bundesbehörden mit sogenannten „Krypto-Handys“. In Deutschland ist das Unternehmen daher als Hersteller des „Kanzlerhandys“ bzw. „Merkel-Handys“ bekannt.
Die Bundesregierung nutzte 2016 10.000 von Secusmart gelieferte Mobilfunkgeräte des Herstellers BlackBerry, die durch die SecuSUITE for BlackBerry 10 umfassend in der Hard- und Software gesichert wurden. Basis war eine Smart-Card-Technologie, die am 19. August 2008 als Patent eingetragen wurde.
Die verwendete MicroSD Card sorgt für den Schutz von E-Mails, PIM, SMS und von VoIP-Telefonaten und ist mit einem NXP SmartMX P5CT072 Krypto-Controller mit PKI-Coprozessor für die Authentifizierung bestückt. Ein zusätzlicher Highspeed-Coprozessor verschlüsselt Sprache und Daten mit 128 Bit AES. Für die Verschlüsselung ermöglicht die Smart Card 340 Sextillionen Schlüssel.
Die Secusuite for BlackBerry 10 erfüllte einige Anforderungen an die mobile Sicherheit der deutschen Bundesregierung und war daher nur für den niedrigsten Geheimhaltungsgrad „VS-NUR FÜR DEN DIENSTGEBRAUCH“ (VS-NfD) zugelassen.
Die SecuSUITE for Samsung Knox basiert auf den jeweils aktuellsten Tablets und Smartphones von Samsung und nutzt die Knox-Technologie gemeinsam mit der Secusmart Security Card.
Das Bundesamt für Sicherheit in der Informationstechnik (BSI) hat auch für dieses Produkt seine vorläufige Zulassung für den Geheimhaltungsgrad VS-NfD erteilt. Die SecuSUITE for Samsung Knox wird in die vorhandene Infrastruktur der vom Bund genutzten SecuSUITE for BlackBerry 10 integriert.
Die „Vodafone Secure Call“ genannte App stellte Secusmart 2015 als gemeinsame Lösung mit Vodafone vor. Das Produkt schlägt eine erste Brücke zwischen Behörden und der Wirtschaft, um auch Wirtschaftsspionage erfolgreich zu minimieren.

## Kritik
Einige Fachleute halten Secusmart-Telefone für nicht sicher. Im Zufallszahlengenerator des Blackberry wurde schon kurz nach dessen Veröffentlichung eine mögliche Hintertür gefunden, nach der die Daten abgegriffen werden können, noch bevor sie verschlüsselt werden. Die Hintertür wurde zudem 2006 von der Firma Certicom, die von Blackberry übernommen wurde, zum Patent angemeldet.
Siehe dazu auch den Abschnitt Mobiltelefone der deutschen Bundesregierung im Artikel Kryptohandy.